# Diócesis de Imola
La diócesis de Imola (en latín: Dioecesis Imolensis y en italiano: Diocesi di Imola) es una circunscripción eclesiástica de la Iglesia católica en Italia. Se trata de una diócesis latina, sufragánea de la arquidiócesis de Bolonia. Desde el 31 de mayo de 2019 su obispo es Giovanni Mosciatti.

## Territorio y organización

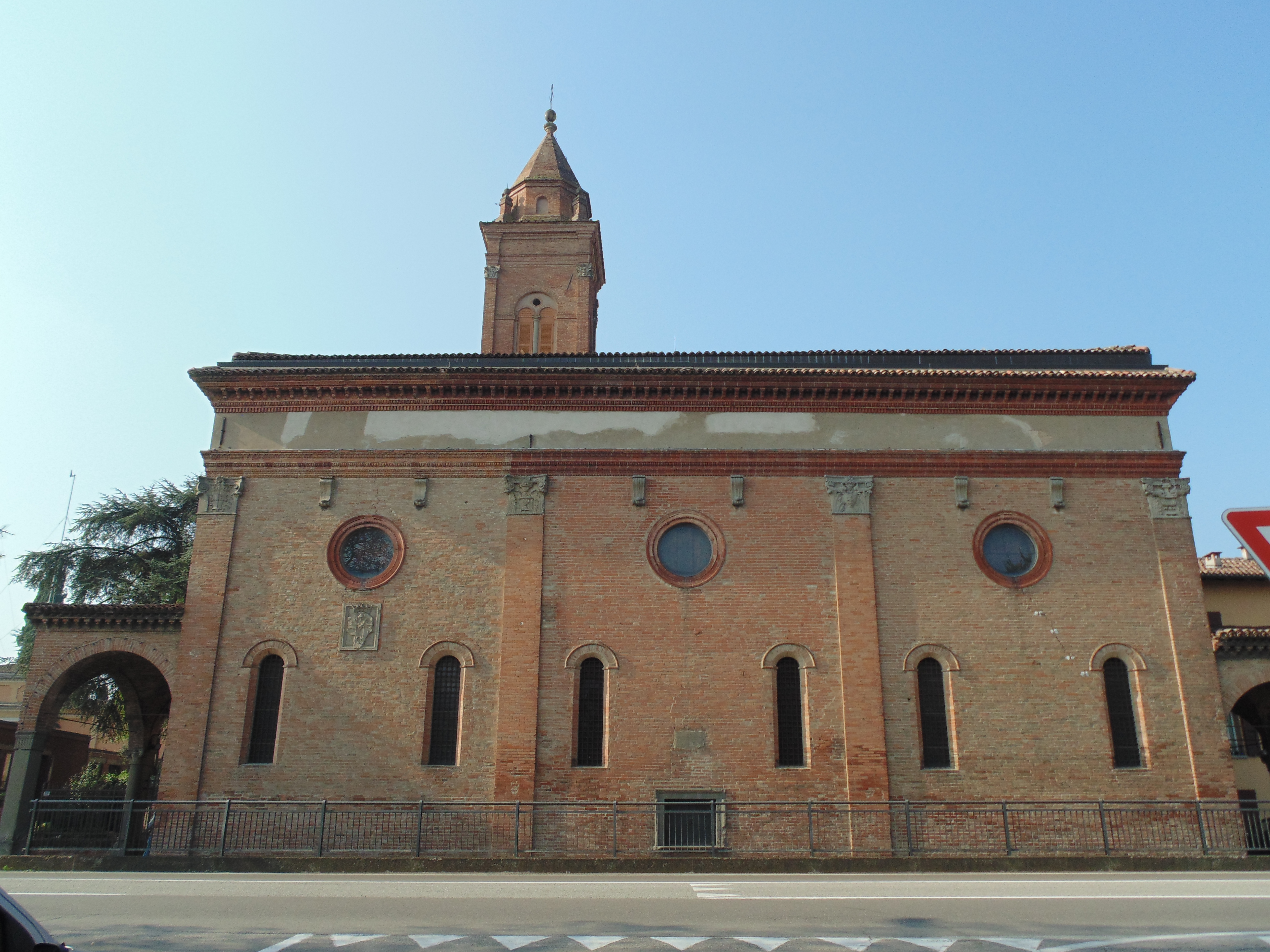
Basílica santuario de la Beata Virgen del Piratello, en Imola

La diócesis tiene 1044 km² y extiende su jurisdicción sobre los fieles católicos de rito latino residentes en parte de la región de Emilia-Romaña, comprendiendo:
- en la ciudad metropolitana de Bolonia las comunas de: Imola, Dozza, Casalfiumanese (en parte, la fracción de San Martino in Pedriolo pertenece a la arquidiócesis de Bolonia), Castel del Rio (en parte, algunos kilómetros cuadrados entre la parroquia de Valsalva y la frontera regional pertenecen a la diócesis de Faenza-Modigliana), Fontanelice, Borgo Tossignano y Mordano;
- en la provincia de Ravena las comunas de: Lugo (en parte, las fracciones de Villa San Martino, San Potito y Bizzuno pertenecen a la diócesis de Faenza-Modigliana), Conselice (en parte, la fracción de Lavezzola pertenece a la arquidiócesis de Ravena-Cervia), Massa Lombarda, Cotignola (en parte, sólo las parroquias de Barbiano y Budrio), Bagnara di Romagna, Solarolo (en parte, sólo las parroquias de Castelnuovo y San Mauro Abate), Castel Bolognese (en parte, las parroquias de Pace y Biancanigo pertenecen a la diócesis de Faenza-Modigliana), Riolo Terme (en parte, algunos kilómetros cuadrados cerca de Limisano pertenecen a la diócesis de Faenza-Modigliana) y Casola Valsenio (en parte, la fracción de Zattaglia pertenece a la diócesis de Faenza-Modigliana).

La frontera divide la ciudad de Moraduccio por la mitad entre Castel del Rio y Firenzuola, pero la parroquia es única y forma parte de la arquidiócesis de Florencia. En la comuna de Monterenzio (de la ciudad metropolitana de Bolonia) pertenecen a la diócesis de Imola unos pocos kilómetros cuadrados entre la comuna de Casalfiumanese y la orilla occidental del Sillaro, frontera cultural histórica entre Emilia y Romaña, mientras que todas las parroquias de la comuna pertenecen a la arquidiócesis de Bolonia). La iglesia de la fracción toscana-romaña dedicada a San Dionisio el Areopagita se encuentra dentro del territorio comunal de Castel del Rio, pero forma parte de la arquidiócesis de Florencia. La diócesis rodea un enclave de la diócesis de Faenza-Modigliana.
La sede de la diócesis se encuentra en la ciudad de Imola, en donde se halla la Catedral basílica de San Casiano. En su larga historia la diócesis ha tenido dos catedrales diferentes: desde la antigüedad hasta la Alta Edad Media, la basílica construida cerca del lugar donde se veneraba la tumba de san Casiano (1.5 km al oeste del antiguo foro); la catedral actual del siglo XIII. En el territorio diocesano, además de la catedral, existen otras dos basílicas menores:
- la basílica-santuario de la Virgen del Molino, en Lugo, elevada al rango de basílica menor por decreto de 13 de abril de 1951;[1]
- la basílica-santuario de la Santísima Virgen de Piratello, en Imola, elevada al rango de basílica menor por decreto del 19 de noviembre de 1954.[2]

En 2021 en la diócesis existían 108 parroquias agrupadas en 7 vicariatos: Imola, Dozza-Toscanella, Vallata del Santerno, Vallata del Senio, Media pianura, Bassa pianura y Lugo.

## Historia

### Forum Cornelii
La difusión del cristianismo en Forum Cornelii (la actual Imola) se remonta probablemente al siglo III; el centro de radiación fue Ravena, ciudad portuaria con intensos contactos con el Oriente romano. Durante la persecución de Valeriano (258-260), se produjo el martirio de san Casiano en Forum Cornelii. La tumba del mártir pronto se convirtió en un lugar de oración y peregrinación. Muy pronto se construiría una iglesia cerca de la tumba de Casiano, que se convirtió en la catedral más antigua de la diócesis de Imola. El edificio tenía unas dimensiones considerables: la fachada medía 27 metros de largo. Los cimientos fueron descubiertos en 1978. No queda nada que sugiera cómo era el interior. De él queda una pequeña parte, conservada en el museo comunal. San Casiano es considerado el fundador de la ecclesia (comunidad cristiana) de Imola. Es el santo patrono de la ciudad y de la diócesis. El cristianismo se extendió en el valle de Santerno en los siglos IV-V, tras la actividad misionera.
La primera evidencia de la existencia de una diócesis cerca de Forum Cornelii se remonta al siglo IV y está contenida en una carta escrita en los primeros meses del 379 por san Ambrosio, arzobispo de Milán, a un obispo llamado Costanzo. El arzobispo de Milán, que en ese momento tenía jurisdicción sobre toda Emilia, le confió el cuidado de la Iglesia de Imola (ecclesiam quae est ad Forum Cornelii), y le pidió que la visitara rápidamente (de proximo interviens), hasta la ordenación del nuevo obispo (donec ei ordinitur episcopus), al no poder viajar muy lejos (tam longe non possum excurrere). El primer obispo cuyo nombre se conoce fue san Cornelio , que vivió entre los siglos IV y V. La lista de obispos es incierta (es decir, incompleta) hasta el siglo VIII.
En época imperial el territorio sobre el que se extendía la jurisdicción de Forum Cornelii estaba delimitado, al este, por el río Senio. Más allá del río comenzaba el territorio de Faventia. El límite occidental del territorio de corneliense se situaba sobre el torrente Sillaro. Al oeste, la ciudad de Claterna administraba el territorio comprendido entre los arroyos Sillaro e Idice. Claserna fue abandonada entre los siglos V y VI. En la Alta Edad Media, el territorio de la diócesis de Cornelius se extendía hasta el arroyo Idice, o 15 kilómetros más al oeste.
Si la primera catedral se construyó fuera del centro de la ciudad, como también ocurrió en las ciudades cercanas, la iglesia urbana más antigua del Forum Cornelii fue la dedicada a san Lorenzo, martirizado en Roma en el año 258. Presumiblemente construida entre los siglos IV y V estaba ubicada en el eje de la Via Emilia y orientado hacia el ábside hacia el este en el área de la actual Piazza Matteotti. Hacia el siglo VI se convirtió en iglesia parroquial.
En el siglo V Forum Cornelii entró en la provincia eclesiástica de Ravena (permaneció allí hasta 1582). Durante la guerra gótica (535-554) el Forum Cornelii fue destruido. La ciudad fue abandonada por casi todos los habitantes. Probablemente también fue destruida la iglesia de San Lorenzo. Los supervivientes construyeron una nueva iglesia, que heredó el título de San Lorenzo, en el antiguo foro, sobre las ruinas de la basílica civil romana. Parte de los forocornelieses se trasladaron al lugar donde residía el obispo. Otros edificios se construyeron alrededor de la catedral de San Casiano, incluidos oratorios, hospicios y casas particulares. El nuevo centro pasó a ser conocido como Castrum Sancti Cassiani.

### Castrum Sancti Cassiani
En 568-569 el valle del Po, y por tanto también Imola, sufrió la traumática invasión de los lombardos. Un pueblo ya convertido al cristianismo, pero de creencia arriana, los lombardos mostraron hostilidad hacia el episcopado católico. Sólo con la revuelta bizantina, que comenzó en 590 y continuó durante los años siguientes, el obispo pudo volver a sus funciones. En el siglo VII la lista de obispos recoge sólo tres nombres: Deusdedit, cuya atribución a Imola es sin embargo controvertida; Boetus, que participó en el concilio de Letrán de 649; y Barbato, que estuvo presente en el concilio romano de 680. Posteriormente los lombardos se convirtieron al catolicismo. Cuando reconquistaron Imola, 727-728, no entraron en conflicto con el obispo local.
En el siglo VIII se supone que el Castrum Sancti Cassiani era un conjunto fortificado formado por la catedral, un monasterio dedicado a san Donato y algunos edificios propiedad del monasterio benedictino de San Vitale. En 774 los lombardos fueron derrotados por los francos de Carlomagno: su dominio en el norte de Italia cesó definitivamente. El obispado de San Casiano volvió a estar bajo la jurisdicción del arzobispo de Ravena. En lo que respecta al Forum Cornelii, en los dos siglos siguientes la vida religiosa giró en torno a la iglesia parroquial de San Lorenzo y la abadía de Santa María en Regola, fundada por los bizantinos tras la victoria contra los godos. En las colinas que dominan la ciudad de Forum Cornelii se encontraba el asentamiento de Castrum Imolae, cuyo protector era san Mateo. Castrum Imolae era el único, entre los tres centros habitados, que no tenía una iglesia con pila bautismal. Las tres iglesias parroquiales de la zona de Imola eran en realidad San Casiano, San Lorenzo y Santa María en Regola.
A diferencia de los centros vecinos, las autoridades civiles y eclesiásticas no coexistían en la misma ciudad: la primera tenía su sede en Forum Cornelii, mientras que el obispo residía en el Castrum Sancti Cassiani. La consecuencia lógica de este estado de cosas fue el surgimiento de un claro contraste entre las dos potencias, que duró algunos siglos, antes y después del año 1000. También para defenderse de posibles ataques de los forocorneliesis, poco después del año 1000 se fortificó Castrum Sancti Cassiani. Una fecha histórica, que marcó un hito en este conflicto centenario, fue un acta firmada por el obispo Morando el 5 de enero de 1084. De origen germánico, vinculado a la línea política imperial, otorgó importantes concesiones (en términos de derechos de recaudación de impuestos y tarifas de tránsito) a la Civitas Corneliese. La acción, que tampoco sancionaba una división equitativa de poderes, fue considerada inaceptable por la Santa Sede, que depuso a Morando (1095). Su sucesor fue Otone, fiel a la sede de Pedro. A partir del siglo XII también se hizo más difícil la convivencia entre las dos comunidades eclesiales: el clero episcopal y el residente en Forum Cornelii. Los conflictos se agravaron tras la fundación del municipio libre, situado también en el centro urbano corneliese, que pronto se convirtió en un centro de poder que competía con el del obispo. Ubaldo (antes de 1108-1122) lanzó el interdicto sobre la Civitas Corneliese (quizás motivado por el hecho de que la iglesia de Imola había rechazado a los sacerdotes enviados por el obispo). Posteriormente la iglesia de Imola se sometió al obispo; el interdicto fue retirado en 1114. En el siglo XII había dos iglesias principales en Imola: la abadía de Santa María en Regola y la iglesia parroquial urbana de San Lorenzo. Además, en Diaconia había un monasterio benedictino femenino, Santa Maria e Santo Stefano.
Hacia 1130 el papa Honorio II, originario de los Apeninos de Imola, devolvió al episcopado los derechos previamente cedidos por el obispo Morando. El documento es importante porque enumera todos los monasterios (18), iglesias parroquiales (17), castillos (16) y puertos internos (5) existentes en la época en la zona de Imola. Las relaciones con la ciudad siguieron siendo tensas. En 1132 el pueblo de Imola atacó Castrum Sancti Cassiani. El obispo Bennone se refugió en Conselice, donde permaneció hasta su muerte en 1139. En 1150 Imola atacó de nuevo San Casiano. Los habitantes huyeron, el obispo Rodolfo se refugió en la cercana Dozza, donde permaneció al menos tres años. En 1155 el obispo y la ciudad rival firmaron la paz. En 1159 Imola se convirtió en ciudad gibelina y juró lealtad al emperador Federico I Barbarroja. Este pacto de alianza inclinó la balanza de poder hacia el centro urbano corneliese. En 1162 el obispo Rodolfo (hoy beato), para no obedecer la orden del emperador de reconocer a su antipapa, Víctor IV, eligió el camino del exilio a la Massa di Sant'Ambrogio (hoy Castel del Rio). Rodolfo murió en el exilio en 1166.

### Imola

#### DelsigloXIIalXIV
Después de Rodolfo vino Arardo, de nombramiento imperial, luego, en 1173, un prelado leal al papa, Enrico, ascendió a la silla episcopal. En 1175 Cristiano, canciller y general del emperador, atacó todos los castillos güelfos existentes en la zona, incluido el Castrum Sancti Cassiani, que fue arrasado. Se robaron las reliquias de los santos Pedro Crisólogo y Donato. Sólo se salvaron las de san Casiano. Tras la destrucción del Castrum, sede episcopal, el obispo Enrico (1173-1193) tuvo que trasladarse a Imola. Con ley de 3 de julio de 1187, la comuna concedió al obispo el terreno para construir la nueva catedral y el palacio episcopal. En 1217 también se llevaron las reliquias de san Casiano a la nueva catedral. Tras la urbanización del obispo, la iglesia parroquial urbana de San Lorenzo sufrió una clara reducción de tamaño. La subordinación de la iglesia de San Lorenzo a la catedral en construcción fue sancionada por un acto del papa Celestino III en 1192, que garantizaba a la sede episcopal todos los derechos y privilegios ya atribuidos a la sede de San Casiano.
En la primera mitad del siglo XIII la vida religiosa de Imola estuvo dominada por la figura de Mainardino degli Aldigeri. Originario de Ferrara, donde fue ordenado sacerdote, se le recuerda por primera vez en Imola en 1207. Además de ocupar el cargo de obispo durante más de cuarenta años (1207-1249), también fue alcalde (dos veces: 1207 y 1221). Mainardino tuvo el mérito de negociar la rendición de Castrum Imolae, comuna rival de Forum Cornelii, sin derramamiento de sangre. Antiguo asentamiento situado más allá del Santerno, en las primeras colinas que dominan Imola, estaba dotado de una iglesia parroquial (dedicada a Santa María) con pila bautismal y cementerio. También hubo un monasterio olivetano dedicado a San Mateo. Los habitantes de Castrum Imolae abandonaron su castillo y se establecieron en Imola (1222). Posteriormente los monjes del convento de San Mateo se unieron a los canónigos de Imola. Durante su episcopado san Francisco predicó en Imola y en los demás centros de la diócesis. Algunos años después de la muerte de Francisco, los Frailes Menores construyeron una pequeña iglesia en las primeras colinas de Imola. A mediados de siglo fundaron un convento frente a la Puerta Apia.
En este período Romaña estuvo sometida al fuerte expansionismo de Bolonia. La comuna boloñesa, entre los siglos XII y XIII hizo retroceder la jurisdicción de Imola a Sillaro. La frontera occidental de la diócesis corneliesa volvió a la de la época romana imperial, cuando existía la diócesis de Claterna (ciudad que administraba el territorio entre Sillaro y Idice). Bolonia construyó en 1198 un castrum en Sillaro que lleva el nombre de San Pedro, su protector, para proteger las nuevas fronteras.
En el siglo XIV, período de renovado impulso caritativo y religioso, los conventos de las siguientes órdenes estaban presentes en Imola: benedictinos (en Santa María in Regola; carmelitas (su sede original se ha convertido hoy en la rectoría de la iglesia del Carmen, en via Emilia); Serviti (tanto hombres como mujeres); agustinos; franciscanos menores (inicialmente fuera de la cinta urbana, en 1359 se establecieron en la via Emilia); dominicos (tanto hombres como mujeres); monjas clarisas y camaldulenses.
Muchas hermandades gestionaban un hospital para enfermos: algunas para ayudar a los pobres, otras para tratar a los peregrinos que se dirigían a Roma o Tierra Santa. Dirigían un hospital: las monjas dominicas, el sindicato laico de los frailes de la Penitencia, la tercera orden de los Humillados y la hermandad de los Verecondes. La fundación hospitalaria Devoti (una hermandad laica inspirada en el movimiento franciscano) fundó en 1266 un hospital urbano al servicio de los pobres. Con el paso de los años fue incorporando otros hospitales de la ciudad, hasta convertirse en el principal hospital de la ciudad. En 1315 la comuna decidió hacerse cargo de la administración del hospital (que había tomado el nombre de S. Maria della Scaletta o dei Devoti) para gestionarlo directamente.
En 1492 Catalina Sforza llamó a Imola a los frailes de la Tercera Orden Regular de San Francisco. A ellos les asignó el cuidado del Santuario de la Beata Virgen del Piratello, construido por la Señora de Imola en el lugar donde la Virgen se había aparecido milagrosamente a un peregrino.

#### DelsigloXVIa la era napoleónica
El 22 de abril de 1546 el hermano Andrea de Imola fundó en Lugo el Monte di Pietà.
En 1551 se estableció el tribunal de la Inquisición romana en Imola (antes los casos se juzgaban en Faenza). En dos siglos y medio de actividad, la institución examinó 742 casos de herejía o sospecha de herejía.
En 1582 mediante la bula Universi orbis la diócesis de Imola pasó de la provincia eclesiástica de Ravena a la nueva metrópolis de Bolonia. Permaneció allí algunos años: ya en 1604 volvió a ser sufragánea de Ravena mediante la cédula consistorial Hodie in consistorio. Desde 1855 la diócesis volvió a ser sufragánea de la arquidiócesis de Bolonia mediante la bula Vel ab antiquis.
El obispo Francesco Guarini fue responsable de la fundación del seminario diocesano el 1 de enero de 1567, justo cuatro años después de las decisiones tomadas en el Concilio de Trento sobre la formación del clero. Inicialmente el seminario, el primero fundado en Romaña, estaba ubicado en el Monte di Pietà, luego en el vicolo dell'Olivo (1575) y luego en un edificio cercano, más grande y más confortable (1584). En 1728 se trasladó a via della Fortezza (hoy vía Garibaldi) a instancias del obispo, cardenal Ulisse Gozzadini; fue completado por su sucesor, Giuseppe Accoramboni (1728-1739). El seminario actual está situado en las afueras de Imola, en la colina de Montericco.
El 30 de abril de 1617, con motivo de las Rogaciones Marianas (quinto domingo después de Pascua), por primera vez fue llevada en procesión a la ciudad la imagen de la Santísima Virgen conservada en el santuario de Piratello. Desde entonces, el ritual se ha repetido cada año. En 1712 se creó en la fachada del palacio comunal una hornacina (de unos 5 m de altura) en la que se colocó una estatua de la Santísima Virgen. Esta estatua todavía existe hoy.
En 1784 el arcipreste de Piancaldoli y la rectoría de Castiglioncelli fueron entregados a la arquidiócesis de Florencia.
Tres papas, como obispos de la diócesis de Imola, alcanzaron el trono papal: Alejandro VII en 1655, Pío VII en 1800 y Pío IX en 1846. Otros dieciséis obispos de Imola fueron cardenales.

#### De la era napoleónica a la Segunda Guerra Mundial
La invasión de Italia por el ejército revolucionario francés (1796) provocó el cierre de los siguientes monasterios:
- Santa Maria in Regola, olivetanos; Santa Maria del Piratello, observantes regulares; San Giuliano, canónigos regulares de Letrán (1796);
- Santa Maria Maddalena, agustinos (1797);
- San Michele, agustinos; San Giovanni Battista, commenda de los Caballeros de Malta; San Domenico, dominicos; Santa Maria dei Servi, servitas; San Giuseppe, jeronimianos; Santo Stefano, clarisos (1798);
- Santissima Annunziata, capuchinos; San Francesco, conventuales menores (1805).

El convento franciscano se transformó en teatro comunal mientras se expropiaba la biblioteca (se convertiría en el núcleo de la biblioteca cívica); las clarisas fueron expulsadas. De las 41 iglesias existentes en la ciudad, 31 fueron cerradas por decretos napoleónicos. Tras la Restauración, 9 fueron reabiertos en poco tiempo, pero los demás se perdieron para siempre. En cuanto a los monasterios, sólo las clarisas pudieron regresar a sus celdas, gracias a la readquisición del edificio monástico por parte de la madre María Antonia Tommasoli Laziosi.
En 1837 el obispo Giovanni Maria Mastai Ferretti (más tarde papa Pío IX) intentó establecer una Cassa di Risparmio en Imola, pero al encontrar la oposición de algunos nobles, propuso nuevamente la iniciativa en Lugo, donde ya existía el Monte di Pietà y con el apoyo de los ciudadanos el 13 de enero de 1845 se fundó la Cassa di Risparmio di Lugo. En 1842 el mismo obispo aprobó el nacimiento de la pía unión dedicada a la Virgen de Lauretana. Ese año se realizó una peregrinación diocesana a la Santa Casa de Loreto. A partir de entonces nació una tradición que aún hoy se conserva.
En 1862, tras la unificación de Italia, retornó la política represiva contra los monasterios. Las monjas dominicas fueron expulsadas de su convento: la administración comunal decidió utilizar el edificio como escuela pública (la actual escuela Carducci). En 1866 el Parlamento aprobó las leyes de subversión del eje eclesiástico (real decreto 3036, de 7 de julio de 1866, seguido de la ley 3848, de 15 de agosto de 1867). La consecuencia de la ley fue la supresión de casi todos los conventos existentes en la diócesis:
- Monasterio de las dominicas, en Castel Bolognese (24 de noviembre);
- Monasterio de las dominicas, de Imola (29 de noviembre);
- Convento de San Michele dell'Osservanza, en Imola (4 de diciembre);
- Monasterio de las clarisas (Santo Stefano), en Imola (13 de diciembre);
- Convento de los frailes capuchinos, en Imola (17 de diciembre);
- Convento de San Domenico, en Imola (18 de diciembre).

En Lugo fueron suprimidos el convento masculino (situado en la actual vía G. Compagnoni) y la comunidad que custodiaba la imagen de la Santísima Virgen del Molino. En este último caso la comuna devolvió el santuario mariano a la diócesis en 1894. Los bienes de los conventos expropiados pasaron a propiedad del Estado. La ley del 15 de agosto de 1867 ordenó la supresión de los capítulos colegiados, abadías, canónigos, prelaturas, beneficios y cualquier otra fundación piadosa, incluidas las laicas. Los archivos y bibliotecas de las comunidades religiosas suprimidas fueron confiscados por la biblioteca comunal y los museos cívicos de Imola.
Tras la toma de Roma (1870) surgieron cinco nuevas congregaciones religiosas en el territorio de la diócesis :
- 1872: las Hijas de San Francisco de Sales, en Lugo;
- 1876 en Imola: las «Siervas del Sagrado Corazón de Jesús bajo la protección de San José»;
- 1888: en Lugo las Siervas del Sagrado Corazón de Jesús Agonizante;
- 1921: en Castel del Rio los "Trabajadores de la Pastelería de San Giuseppe";
- 1923: las Hermanitas de Santa Teresa del Niño Jesús, en Imola.

Entre 1892 y 1893 Lorenzo Perosi, entonces seminarista de la diócesis de Tortona, vivió en Imola, donde dirigió la capilla musical del seminario y completó los estudios teológicos que le conducirían al sacerdocio en 1895. «Mi carrera empezó en Imola», dijo Perosi años después.
Entre los religiosos que representaron un punto de referencia seguro para las comunidades parroquiales, cabe destacar: el venerable Carlo Cavina de Lugo (1820-1880); el venerable Marco Morelli de Lugo (1834-1912); Angelo Bughetti de Imola (1877-1935) y Giulio Minardi de Imola (1898-1990). El 2 de junio de 1962 Minardi recibió el título de Caballero Oficial al Mérito de la República de manos del entonces jefe de Estado Antonio Segni por la valentía demostrada durante el cruce del frente al dar asilo a políticos perseguidos, judíos y desertores.
En 1898 se fundó la Cassa Rurale di Lugo, expresión del movimiento católico, la primera en la diócesis de Imola.

#### Sacerdotes asesinados entre 1944 y 1945
Cinco sacerdotes de la diócesis de Imola murieron durante la Segunda Guerra Mundial. Sólo en dos asesinatos se identificó positivamente a los autores.
Cinco sacerdotes murieron durante el conflicto:
- Aristide Penazzi (Croara, diciembre de 1944), fallecido por causas bélicas;
- Luigi Cardelli (Pediano, 12 de abril de 1945), murió por causas bélicas;
- Settimio Patuelli (Linaro di Imola, 1882-Sassoleone, 24 de septiembre de 1944, asesinado por las tropas alemanas durante una represalia (masacre de Sassoleone). El 25 de abril de 2006, el presidente de la República Carlo Azeglio Ciampi le concedió la medalla de oro en memoria;[nota 6]
- Luigi Pelliconi (Mordano, 1880-Poggiolo, 14 de abril de 1945), asesinado por tropas alemanas;
- Giovanni Ferruzzi (Lugo, 1882-S. Maria in Fabriago, 3 de abril de 1945), asesinado por desconocidos mientras completaba las bendiciones pascuales en las casas de la zona;[45]

Otros tres sacerdotes fueron asesinados premeditadamente tras el fin del conflicto:
- Tiso Galletti (Conselice, 1909-Spazzate Sassatelli, 9 de mayo de 1945), fue abatido por dos partisanos comunistas que lo encontraron sentado con unos familiares en un banco y le dispararon una ráfaga de ametralladora. El 2 de noviembre de 1954, Efrem Testa, comandante de la "policía partidista" de Conselice, fue condenado a dieciséis años de prisión como autor material del asesinato. Obtuvo el beneficio del indulto y no cumplió su condena.[46]
- Giuseppe Galassi (Imola, 1890-San Lorenzo di Lugo, 31 de mayo de 1945), fue golpeado durante mucho tiempo y luego rematado con una ráfaga de ametralladoras por las tropas partidistas comunistas; su cuerpo fue encontrado en una zanja;[47]
- Teobaldo Daporto (S. Prospero di Imola, 1905-Casalfiumanese, 10 de septiembre de 1945). Su asesino fue un colono de la finca parroquial. Confesó que se suicidó antes de ser trasladado al tribunal de primera instancia para ser interrogado.[48]

Durante la Segunda Guerra Mundial, Giulio Minardi (1898-1990), director del Instituto "Santa Caterina" de Imola y párroco de la iglesia del Carmen, salvó a más de 200 judíos de la deportación a los campos de concentración nazis. Israel lo incluyó en la lista de "Justos de las Naciones"; en 1971 fue condecorado con la medalla de oro al valor civil.

#### Desde 1946 hasta hoy
Después de la Segunda Guerra Mundial se reconstruyeron las iglesias afectadas por los bombardeos. Las obras fueron encargadas al arquitecto Vittorio Fiorentini (Imola, 1916-2012). Diseñó las iglesias de Croce in Campo y Santo Spirito, de Casalino (una aldea de Casalfiumanese) y de Tossignano (con el centro espiritual contiguo Villa Santa Maria). El nuevo seminario diocesano fue también su creación.
En 1967 Dino Staffa, originario de la parroquia de Santa María de Fabriago, en territorio de Lugo, fue creado cardenal por Pablo VI.
En 1969 se colocó la primera piedra del nuevo seminario diocesano en Montericco, en las primeras colinas de Imola. Fue inaugurado en 1971.
En 1979 la diócesis puso en marcha el proyecto "Iglesias Hermanas", que surgió de la actividad misionera en Brasil iniciada en 1965 por las Hermanas de Santa Teresa en las zonas periféricas de algunas diócesis del país sudamericano. A las monjas se unieron sacerdotes con la misión de estructurar pastoralmente las parroquias. Desde 1970, el sacerdote de Imola Leo Commissari (1942-1998) vivió en la parroquia de Saõ Bernardo do Campo hasta su muerte. Desde 1979 la diócesis de Imola está "hermanada" con la diócesis de Santo André (estado de São Paulo). A partir de ese año se construyeron iglesias, centros pastorales y profesionales, muchas personas se unieron a los sacerdotes como catequistas y ministros extraordinarios de la comunión.
En 1983, Aurelio Sabattani, originario de la Pieve di Sant'Andrea, fue creado cardenal por Juan Pablo II. En 1986 la diócesis recibió al propio Pontífice, quien realizó una visita pastoral a Romaña. El pontífice llegó la tarde del 8 de mayo y permaneció en la ciudad hasta el día siguiente. La última visita de un papa a Imola se remonta a 1857 (Pío IX).
En enero de 1995 fueron ordenados los primeros seis diáconos permanentes en la diócesis de Imola tras la reforma aprobada por el Concilio Vaticano II Su formación espiritual duró tres años.
En 2020 Mauro Gambetti, originario de la parroquia de San Giovanni Nuovo en Imola, fue creado cardenal por el papa Francisco.
El 21 de septiembre de 2022, en el marco de una reorganización de las parroquias de la diócesis, el obispo confió el cuidado pastoral de tres parroquias (Casola Canina, Ortodonico y Sellustra) a un diácono permanente. Es el primer diácono que recibe este tipo de oficio tras la reforma aprobada por el Concilio.

## Estadísticas
Según el Anuario Pontificio 2022 la diócesis tenía a fines de 2021 un total de 136 280 fieles bautizados.
| Año                                                                             | Población            | Población | Población      | Sacerdotes | Sacerdotes    | Sacerdotes    | Bautizados por sacerdote | Diáconos permanentes | Religiosos | Religiosos | Parroquias |
| Año                                                                             | Bautizados católicos | Total     | % de católicos | Total      | Clero secular | Clero regular | Bautizados por sacerdote | Diáconos permanentes | Varones    | Mujeres    | Parroquias |
| ------------------------------------------------------------------------------- | -------------------- | --------- | -------------- | ---------- | ------------- | ------------- | ------------------------ | -------------------- | ---------- | ---------- | ---------- |
| 1950                                                                            | 144 226              | 144 450   | 99.8           | 243        | 196           | 47            | 593                      |                      | 16         | 354        | 132        |
| 1969                                                                            | 137 200              | 148 900   | 92.1           | 196        | 162           | 34            | 700                      |                      | 46         | 491        | 113        |
| 1980                                                                            | 142 700              | 148 200   | 96.3           | 164        | 139           | 25            | 870                      |                      | 31         | 365        | 131        |
| 1990                                                                            | 138 500              | 143 600   | 96.4           | 153        | 139           | 14            | 905                      |                      | 17         | 340        | 111        |
| 1999                                                                            | 149 000              | 150 000   | 99.3           | 136        | 121           | 15            | 1095                     | 6                    | 16         | 337        | 108        |
| 2000                                                                            | 135 000              | 139 000   | 97.1           | 135        | 120           | 15            | 1000                     | 9                    | 17         | 170        | 109        |
| 2001                                                                            | 135 000              | 140 000   | 96.4           | 133        | 120           | 13            | 1015                     | 9                    | 14         | 163        | 108        |
| 2002                                                                            | 135 000              | 140 000   | 96.4           | 132        | 120           | 12            | 1022                     | 9                    | 13         | 158        | 108        |
| 2003                                                                            | 135 000              | 140 000   | 96.4           | 131        | 117           | 14            | 1030                     | 9                    | 15         | 153        | 108        |
| 2004                                                                            | 135 000              | 140 000   | 96.4           | 123        | 110           | 13            | 1097                     | 9                    | 15         | 150        | 109        |
| 2006                                                                            | 135 000              | 145 000   | 93.1           | 119        | 106           | 13            | 1134                     | 9                    | 17         | 140        | 108        |
| 2013                                                                            | 134 800              | 142 000   | 94.9           | 113        | 101           | 12            | 1192                     | 14                   | 14         | 117        | 108        |
| 2016                                                                            | 137 500              | 144 900   | 94.9           | 105        | 90            | 15            | 1309                     | 18                   | 18         | 110        | 108        |
| 2019                                                                            | 136 800              | 144 000   | 95.0           | 93         | 78            | 15            | 1470                     | 17                   | 17         | 103        | 108        |
| 2021                                                                            | 136 280              | 143 460   | 95.0           | 94         | 77            | 17            | 1449                     | 17                   | 19         | 95         | 108        |
| Fuente: Catholic-Hierarchy, que a su vez toma los datos del Anuario Pontificio. |                      |           |                |            |               |               |                          |                      |            |            |            |

## Episcopologio
- Anónimo † (?-378 falleció)
- San Cornelio † (siglo IV-siglo V)[nota 8]
- San Proietto † (?-circa 483 falleció)
- Pacaziano † (mencionado en 502)
- San Maurelio † (532)[nota 9]
- Nessor (o Messor o Nestore) † (mencionado en 564)[nota 10]
- Anónimo † (?-circa 596 depuesto)
- Anónimo † (597-?)
- Basilio † (siglo VI)[nota 11]
- Deusdedit (Diodato) † (632)[9]
- Boetus (Boezio) † (mencionado en 649)
- Barbato † (mencionado en 680)
- Eugenio de Imola † (801-después de 817)
- Pietro de Imola † (antes de 858-después de 861)
- Giovanni I † (en el cargo en 886)
- Giovanni II † (mencionado en 946)
- Giovanni III † (antes de 954-después del 973)[nota 12]
- Raimbaldo † (mencionado en 998)
- Paolo † (antes de 1012/1215-después del 1032)
- Pellegrino † (mencionado en 1046)[nota 13]
- Odelrico (o Ulrico o Adelrico) † (antes de 1053-después del 1074)[nota 14]
- Morando † (antes de 1084-1094 depuesto)
- Ottone † (circa 1095-circa 1107 falleció)
- Ubaldo † (antes del 11 de febrero de 1108-1122 falleció)
- Otrico † (1122-1125)
- Bennone † (1126-circa 1139 falleció)
- Randuino † (antes de agosto de 1140-después de junio de 1146)
- Gerardo † (1146-1146)
- Beato Rodolfo, O.S.B. † (antes de octubre de 1146-después de abril de 1166 falleció)
- Arardo † (antes de noviembre de 1167-circa 1174 falleció)
- Enrico † (circa 1174-circa 1193 falleció)
- Alberto † (1193-1200 falleció)
- Alberto Oselletti † (1200-10 de marzo de 1202 nombrado arzobispo de Ravena)
- Geremia † (1202-1205 falleció)
- Mainardino degli Aldigeri (erróneamente escrito Aldighieri) † (1205-1249 depuesto)[nota 15]
- Tommaso degli Ubaldini † (antes del 9 de agosto de 1249-30 de octubre de 1269 falleció)
- Sinibaldo † (1270-19 de julio de 1297 falleció)
  - Ramberto † (obispo electo)
- Benedetto † (1298-1299 falleció)
- Giovanni Muti Papazzurri[nota 16] † (6 de febrero de 1300-3 de agosto de 1302 nombrado obispo de Rieti)
- Matteo Orsini, O.F.M. † (5 de agosto de 1302-12 de enero de 1317 nombrado obispo de Chiusi)
- Rambaldo (o Raimboldo) † (12 de enero de 1317-1341 falleció)
- Carlo Alidosi † (18 de julio de 1342-circa de enero de 1354 falleció)
- Litto Alidosi † (29 de enero de 1354-después del 3 de julio de 1381 falleció)
  - Marino del Giudice † (1382) (administrador apostólico)
- Guglielmo Alidosi † (19 de abril de 1382-22 de diciembre de 1382 falleció)
- Giacomo Carafa † (1383-1384 nombrado arzobispo de Bari)
- Emanuele Fieschi † (15 de agosto de 1386-1390 falleció)
- Antonio Calvi † (31 de octubre de 1390-22 de diciembre de 1395 nombrado obispo de Todi)
- Giacomo Guidotti † (22 de diciembre de 1395-1399 falleció)
- Nicolò d'Assisi † (24 de septiembre de 1399-22 de marzo de 1402 nombrado obispo de Segna)
  - Francesco di Nizza † (1399-17 de octubre de 1403 nombrado obispo de Nizza) (antiobispo)
- Ermanno Brancaleoni † (23 de agosto de 1402-23 de mayo de 1412 falleció)
- Pietro Ondedei † (22 de junio de 1412-1450 falleció)
- Beato Gaspare Sighigelli, O.P. † (27 de marzo de 1450-1457 falleció)
- Antonio Della Volta † (16 de septiembre de 1457-diciembre de 1470 falleció)
  - Giovanni Dati, O.E.S.A. † (1471-1471 falleció) (obispo electo)
- Giorgio Buchi (o de Buchi) † (6 de octubre de 1471-noviembre de 1479 falleció)
- Giacomo Passarella † (27 de noviembre de 1479-17 de septiembre de 1488 nombrado obispo de Rímini)
- Simone Bonadies † (17 de septiembre de 1488-10 de febrero de 1511 nombrado obispo de Rímini)
- Domenico Scribonio dei Cerboni † (10 de febrero de 1511-1533 renunció)
  - Niccolò Ridolfi † (4 de agosto de 1533-17 de mayo de 1546 renunció) (administrador apostólico)
- Girolamo Dandini † (17 de mayo de 1546-11 de mayo de 1552 renunció)
- Anastasio Umberto Dandini † (11 de mayo de 1552-25 de marzo de 1558 falleció)
- Girolamo Dandini † (1558-4 de diciembre de 1559 falleció) (por segunda vez)
  - Vitellozzo Vitelli † (7 de febrero de 1560-24 de octubre de 1561 renunció) (administrador apostólico)
- Francesco Guarini † (24 de octubre de 1561-1569 falleció)
- Giovanni Aldobrandini † (26 de agosto de 1569-9 de febrero de 1573 renunció)
- Vincenzo Ercolani, O.P. † (9 de febrero de 1573-27 de noviembre de 1579 nombrado obispo de Perugia)
- Alessandro Musotti † (9 de diciembre de 1579-23 de enero de 1607 falleció)[nota 17]
- Giovanni Garzia Millini † (7 de febrero de 1607-27 de junio de 1611 renunció)
- Beato Rodolfo Paleotti † (27 de junio de 1611-23 de mayo de 1619 falleció)
- Ferdinando Millini † (17 de junio de 1619-13 de agosto de 1644 falleció)
- Mario Theodoli † (17 de octubre de 1644-19 de febrero de 1646 renunció)
- Marco Antonio Coccini † (19 de febrero de 1646-15 de agosto de 1650 falleció)
- Fabio Chigi † (13 de mayo de 1652-7 de abril de 1655 electo papa con el nombre de Alejandro VII)
- Giovanni Stefano Donghi † (2 de agosto de 1655-26 de febrero de 1663 nombrado obispo de Ferrara)
- Francesco Maria Ghislieri † (1 de septiembre de 1664-4 de julio de 1672 falleció)
- Costanzo Zani, O.S.B. † (12 de septiembre de 1672-16 de junio de 1694 falleció)
- Taddeo Luigi dal Verme † (2 de enero de 1696-14 de marzo de 1701 nombrado obispo de Ferrara)
- Filippo Antonio Gualterio † (21 de noviembre de 1701-14 de octubre de 1709 nombrado arzobispo a título personal de Todi)
- Ulisse Giuseppe Gozzadini † (19 de febrero de 1710-20 de marzo de 1728 falleció)
- Giuseppe Accoramboni † (12 de abril de 1728-22 de febrero de 1739 renunció)
- Tommaso Maria Marelli, C.O. † (23 de febrero de 1739-9 de febrero de 1752 falleció)
- Giovanni Carlo Bandi † (20 de marzo de 1752-23 de marzo de 1784 falleció)
- Barnaba Chiaramonti, O.S.B. † (14 de febrero de 1785-8 de marzo de 1816 renunció)[nota 18]

Taddeo della Volpe, vicario apostólico (1800-1807);
Luca dal Carretto Mancurti, vicario apostólico (1807-1808);
Carlo Monti, vicario apostólico (1808-1816).
- Antonio Lamberto Rusconi † (8 de marzo de 1816-1 de agosto de 1825 falleció)
- Giacomo Giustiniani † (13 de marzo de 1826-16 de diciembre de 1832 renunció)
- Beato Giovanni Maria Mastai Ferretti † (17 de diciembre de 1832-16 de junio de 1846 electo papa con el nombre de Pío IX)
- Gaetano Baluffi † (21 de septiembre de 1846-11 de noviembre de 1866 falleció)
- Vincenzo Moretti † (27 de marzo de 1867-27 de octubre de 1871 nombrado arzobispo de Ravena)
- Luigi Tesorieri † (27 de octubre de 1871-2 de abril de 1901 falleció)
- Francesco Baldassarri † (15 de abril de 1901-9 de noviembre de 1912 falleció)
- Paolino Tribbioli, O.F.M.Cap. † (9 de abril de 1913-12 de mayo de 1956 falleció)
- Benigno Carrara † (12 de mayo de 1956 por sucesión-12 de marzo de 1974 retirado)[nota 19]
- Luigi Dardani † (12 de marzo de 1974-19 de julio de 1989 retirado)
- Giuseppe Fabiani † (19 de julio de 1989-18 de octubre de 2002 retirado)
- Tommaso Ghirelli (18 de octubre de 2002-31 de mayo de 2019 renunció)
- Giovanni Mosciatti, desde el 31 de mayo de 2019